# José de Alcântara Machado
José de Alcântara Machado de Oliveira (Piracicaba, 19 de octubre de 1875 - São Paulo, 1 de abril de 1941) fue un abogado, escritor y profesor universitario brasileño. 
Nació en Piracicaba, hijo de Brasílio Augusto Machado de Oliveira quien fuera catedrático de la Facultad de Derecho y miembro de la Academia Paulista de Letras y de Maria Leopoldina de Sousa. En 1890 se inscribió en la Facultad de Derecho y se recibió en 1893. En 1925 fue nombrado profesor de Medicina Pública (actual Medicina Legal). Entre 1927 y 1930 fue vicedirector de esa facultad y en 1931 fue nombrado director de la facultad, cargo que ejecutó hasta 1935. Durante su gestión se inauguró el local actual de la Facultad en 1934.
Académicamente, ocupó la silla 37 de la Academia Brasileña de Letras, anteriormente ocupada por su padre, entre el 23 de abril de 1931 y 20 de mayo de 1933.
Dentro de la esfera política, fue concejal municipal (1911-1916), diputado estadual (1915-1924), senador estadual (1924-1930). Fue en su residencia que la intelectualidad paulista se reunión para acordar el fin del Movimiento constitucionalista en 1932. Fue diputado federal y líder de la bancada paulista en la Asamblea Constituyente de 1934 y senador federal en 1935 sin concluir su mandato en virtud del golpe de Estado de 1937. 